# Villa Maccari

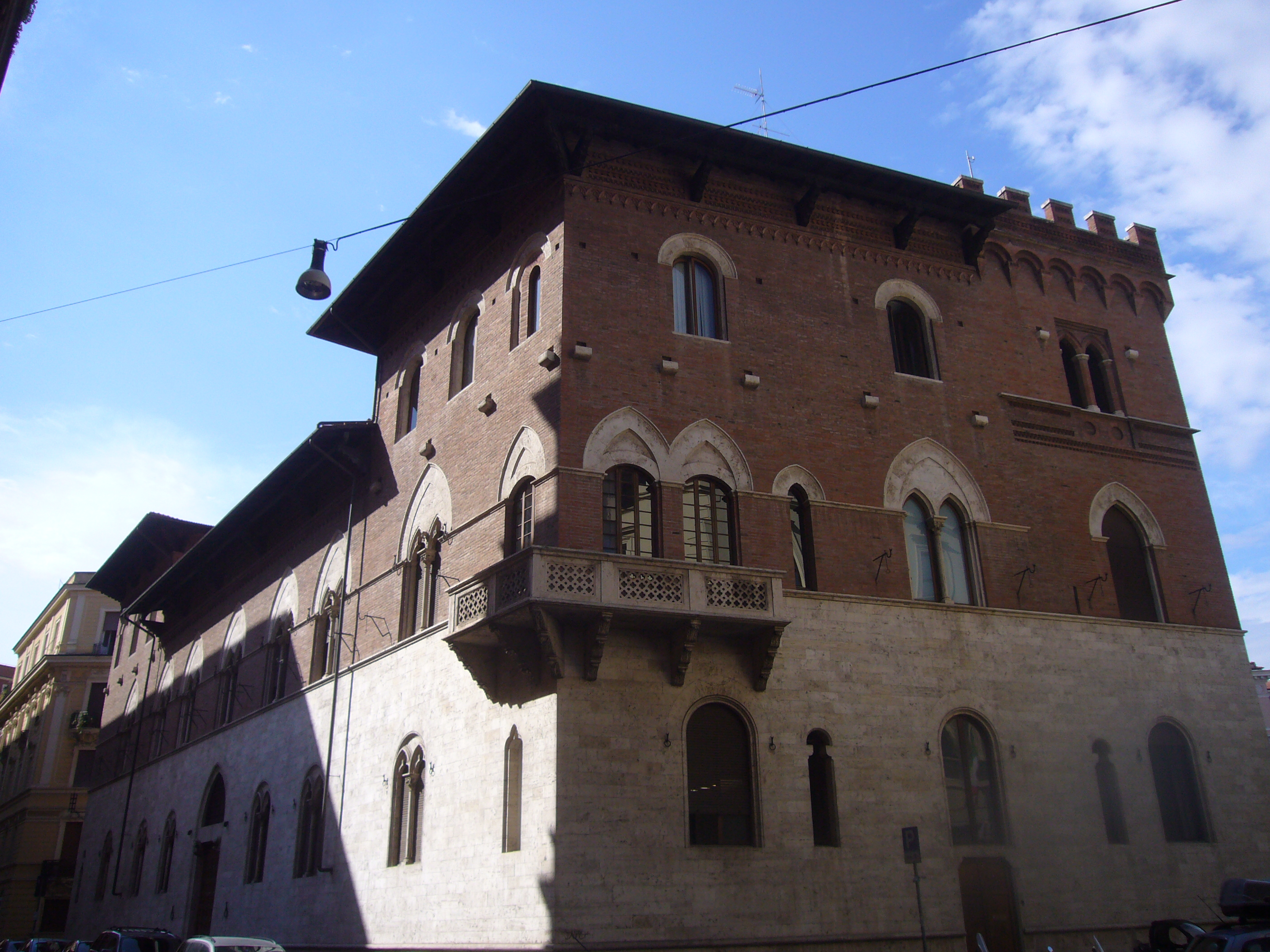
Vue de la façade de Via Collina.

La Villa Maccari (en italien : Villino Maccari) est un palais néo-gothique situé dans le parc archéologique des Jardins de Salluste (en italien : Horti Sallustiani) sur la Piazza Sallustio, dans le rione Sallustiano de Rome. Elle a été construite en 1902 par Augusto Fallani pour Cesare Maccari et abrite actuellement le siège de l'Union italienne des Chambres de commerce, d'industrie, d'artisanat et d'agriculture (UnionCamere),.

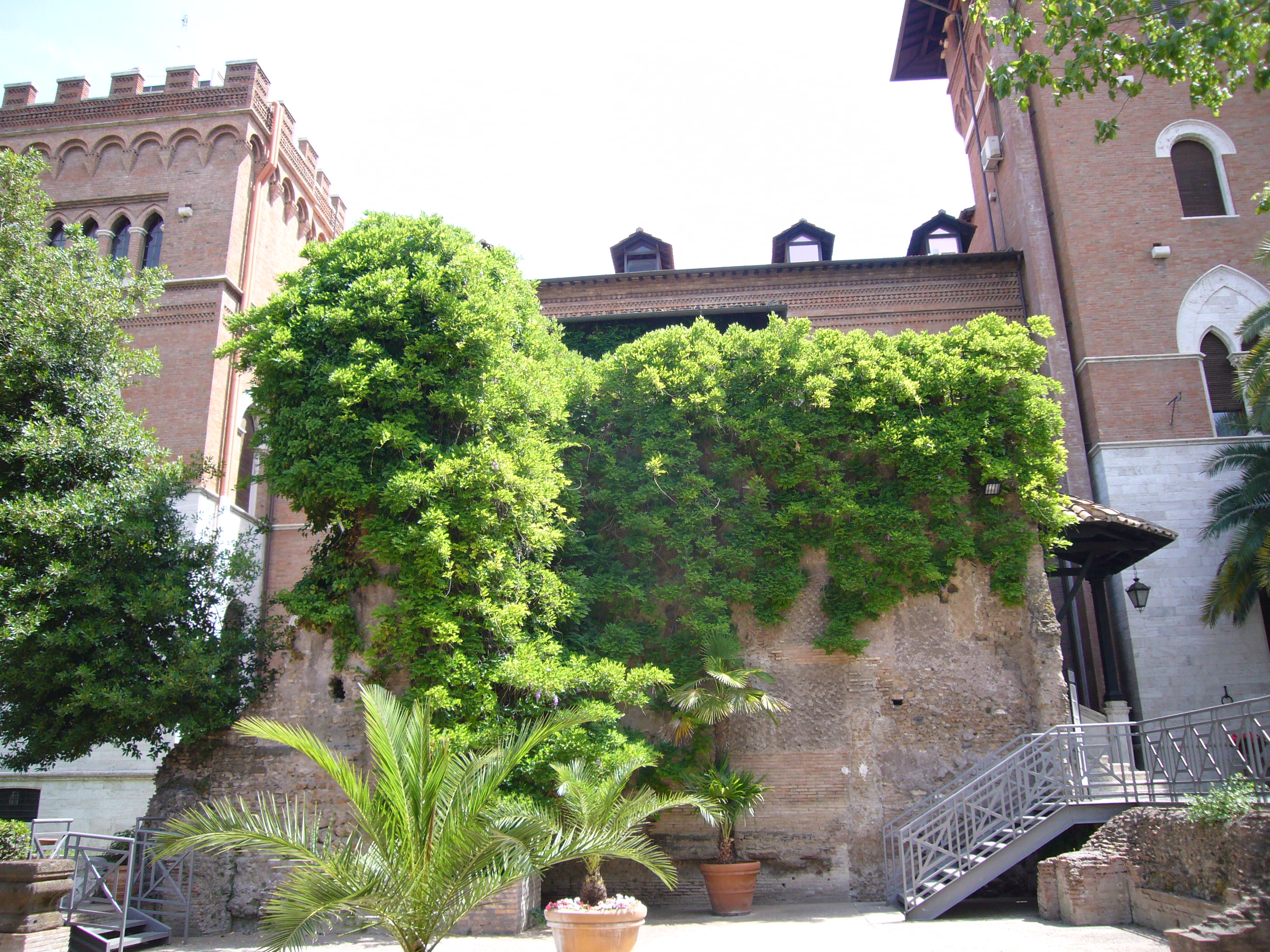
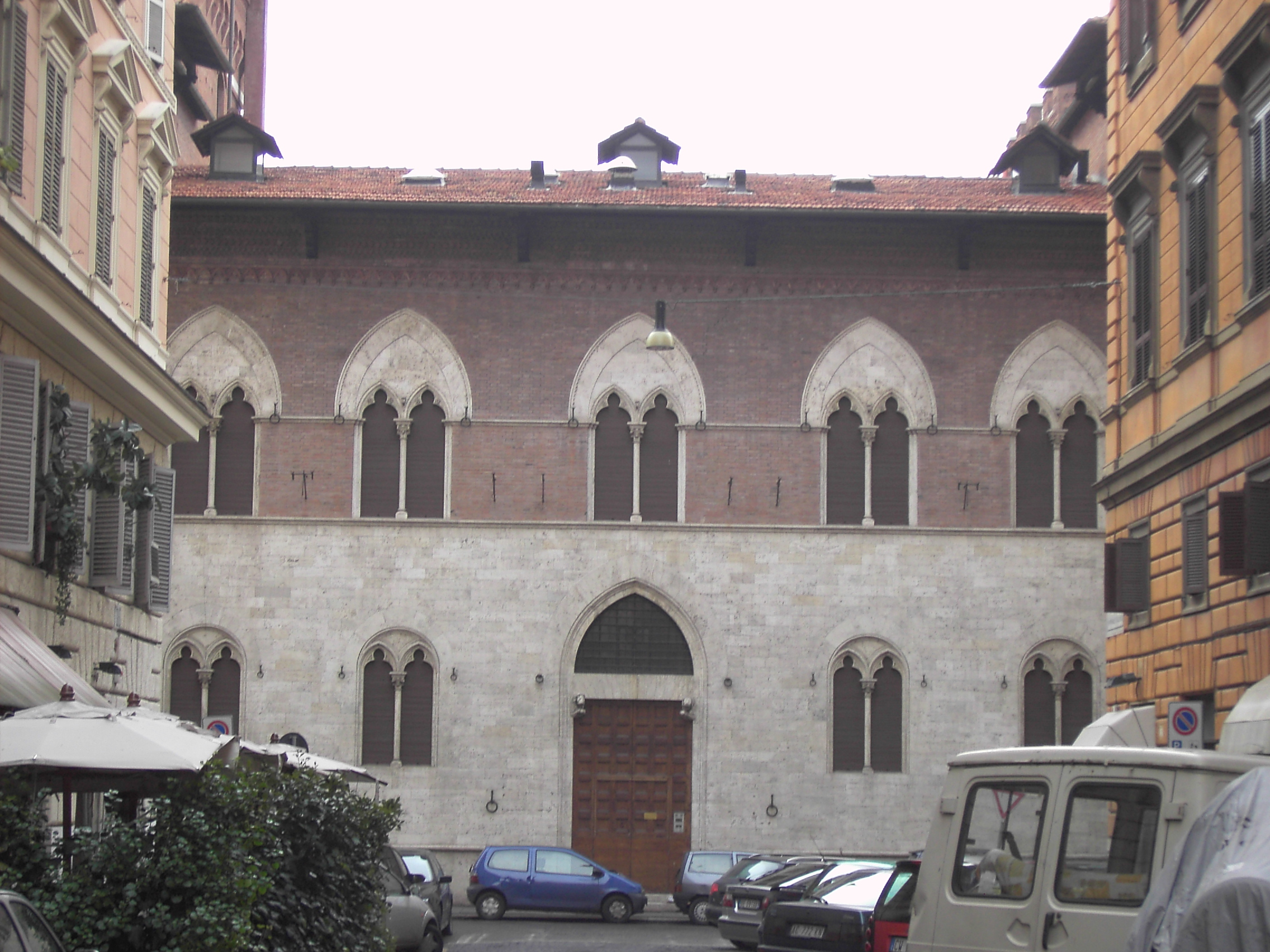
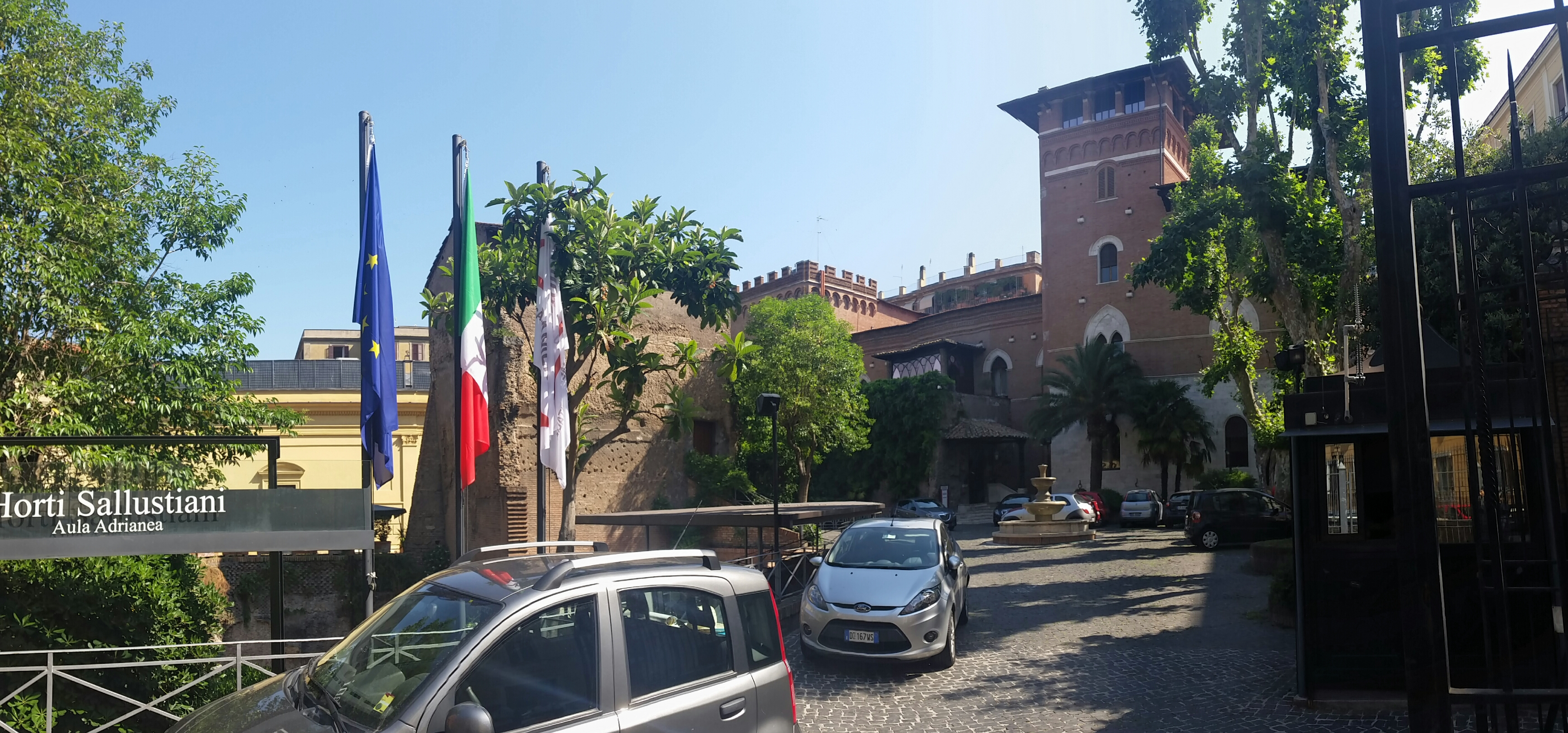